# Joseph von Görres
Johann Joseph von Görres (25 de janeiro de 1776 — 29 de janeiro de 1848) foi um escritor e jornalista alemão.